# Skandinaviska halvön
Skandinaviska halvön omfattar hela det svenska och nästan hela det norska fastlandet samt nordvästra delen av Finland liksom det smala område nordväst från Kaitakoski, Jäniskoski och Rajakoski både Skoltfors bosättningen i Ryssland. Halvön utgör en yta av cirka 750 000 km². Bergskedjan som finns på de västra och norra delarna av skandinaviska halvön kallas för Skanderna och är en del av den kaledoniska veckningen. Gränsen mellan halvön och resten av den fennoskandiska samt eurasiatiska kontinenten följer av linjen Kemi älv–Kitinen–Enare träsk–Pasvik älv. Den sydligaste delen av halvön är Smygehuk.